# Skatås ryggar
Skatås ryggar är ett traillopp som går i Göteborgs närmaste vildmark från Skatås och genom de båda naturreservaten Delsjöområdet och Knipeflågsbergen. Loppet arrangeras helt ideelt av IFK Göteborg Orientering där allt från ungdomar till pensionärer bidrar till att löparna ska få en fantastisk upplevelse i början av juni varje år.
Loppet hade premiär år 2010 men hade då namnet Skatås X-trail. Första året lockade detta trraillopp 166  deltagare. Vid 10-årsjubileumet 2019 var det 1 145  anmälda löpare vilket innebar deltagarrekord.